# Desmia melaleucalis
Desmia melaleucalis là một loài bướm đêm trong họ Crambidae.